# Claude Roize
Claude Roize, né le 13 novembre 1768 à Toulon dans le Var et mort le 25 novembre 1847 à Ollioules, dans le même département, est un général français de la Révolution et de l’Empire.

## Biographie
Engagé volontaire en 1782 dans la marine royale, il embarque sur la corvette La Badine le 25 février suivant, puis sur la corvette La Blonde le 10 novembre 1783 et enfin sur la corvette La Belette le 13 avril 1784. Le 3 septembre de la même année, il est aide-pilote et est employé sur le vaisseau Le Séduisant du 5 juin au 5 octobre 1785. De 1786 à 1792, il sert ensuite successivement sur la corvette La Levrette du 1er mai 1786 au 14 juin 1788, sur la frégate La Mignonne jusqu'au 13 décembre, sur La Modeste du 9 juin 1791 au 16 septembre et enfin sur la corvette L'Éclair du 19 décembre 1791 au 19 décembre 1792. Il a fait les campagnes des années précédentes dans la Méditerranée, au Canada, à St Pierre et Miquelon, en Norvège, dans la mer Baltique, à Saint-Domingue et en Nouvelle-Angleterre. Il est chef pilote lorsqu'il renonce au service dans la marine. Il entre comme capitaine à l'état-major de la République cisalpine le 23 mai 1797. Chef d'escadron au 1er régiment de dragons romains le 7 septembre 1798, il devient chef de brigade dans la république romaine le 8 août 1799, et le 10 juin 1800, il est admis au traitement de réforme. En mars 1801, il demande à reprendre du service et est promu général de brigade le 10 juillet 1801. Après avoir servi en Allemagne, il est fait chevalier de la Légion d'honneur le 11 décembre 1803 et commandeur de l'ordre le 14 juin 1804. 
Le 24 septembre 1805, il est employé au corps d'armée de réserve à Mayence, et le 23 novembre, il passe à l'armée du Nord avant de retourner au corps d'armée de réserve le 8 février 1806. Le 20 janvier 1808, il obtient un commandement dans le 2e corps d'observation de la Gironde sous le commandement du général Dupont avec lequel il est fait prisonnier à la bataille de Bailén le 22 juillet 1808. De retour en France le 21 septembre suivant, il est envoyé à l'armée d'Italie le 15 octobre 1808. Le 10 avril 1809, il commande la 2e brigade de la 5e division d'infanterie, avec laquelle il participe à la campagne d'Autriche. Le 13 août, il commande la ville de Bruck. Il est créé baron de l'Empire le 21 novembre 1810 avant de prendre le commandement du département de Rubicon. Le 7 mars 1813, il est muté dans les provinces Illyriennes où il prend le commandement de la ville de Zara le 1er avril suivant. Forcé de capituler le 5 décembre 1813, il est fait prisonnier et envoyé en Italie. 
Sous la Première Restauration, il est nommé au commandement du département du Tarn le 16 mai 1814 et est fait chevalier de Saint-Louis par le roi Louis XVIII. Pendant les Cent-Jours, il est muté à l'armée de la Loire le 31 mai 1815, pour être finalement placé en non-activité à la chute de l'Empire. Le 30 décembre 1818, il est compris comme disponible dans le cadre d'organisation de l'état-major général, et il est admis à la retraite le 26 novembre 1826.
Il meurt le 25 novembre 1847, à Ollioules.

## Dotation
- Le 17 mars 1808, donataire d’une rente de 4 000 francs sur les biens réservés en Westphalie.

## Armoiries
| Figure | Nom du baron et blasonnement |
| ------ | --- |
|        | Armes du baron Claude Roize et de l'Empire, décret du 19 mars 1808, lettres patentes du 21 novembre 1810, commandeur de la Légion d'honneur D'or à la fasce de gueules chargée de trois molettes d'argent, sommée d'un cheval naissant et soutenue d'une tête de lion mouvant de la pointe, le tout de sable ; franc-quartier des baron tirés de l'armé brochant au neuvième de l'écu. Livrées : les couleurs de l'écu. |

### Sources et bibliographie
- Dictionnaire Napoléon d'Alain Piegeard
- Georges Six, Dictionnaire biographique des généraux & amiraux français de la Révolution et de l'Empire (1792-1814), Paris : Librairie G. Saffroy, 1934, 2 vol., p. 384-385
- « Cote LH/2370/68 », base Léonore, ministère français de la Culture
- A. Lievyns, Jean Maurice Verdot, Pierre Bégat, Fastes de la Légion-d'honneur, biographie de tous les décorés accompagnée de l'histoire législative et réglementaire de l'ordre, Tome3, Bureau de l’administration, 1844, 529 p. (lire en ligne), p. 465.
- Vicomte Révérend, Armorial du premier empire, tome 4, Honoré Champion, libraire, Paris, 1897, p. 164.
- « La noblesse d’Empire » (consulté le 19 janvier 2017)